# Briareu
Briareu (em grego clássico: Βριάρεως; romaniz.: Briáreos; lit. "vigoroso") ou Egeão (em grego clássico: Αἰγαίων; romaniz.: Aegaeon; lit. "bode do mar"), na mitologia grega, era um dos três hecatônquiros, também conhecidos como centímanos, gigantes com cem braços e cinquenta cabeças, filhos de Gaia e Urano. Assim como seus irmãos ciclopes, os hecatônquiros foram aprisionados no Tártaro por Urano, que os hostilizava desde o nascimento. Poderosos, ajudaram Zeus a derrotar os titãs no episódio que ficou conhecido como Titanomaquia. Na prisão eram vigiados por Campe.
Na Ilíada, Homero conta que durante a revolta dos deuses, quando Palas Atena, Hera e Poséidon pretenderam acorrentar Zeus, Egeão foi convocado pela ninfa Tétis em seu auxílio. Que sentado ao lado de Zeus fez com que os outros deuses se amedrontassem e abandonassem os seus planos.